# وست فار (یوتا)
وست فار (به انگلیسی: Farr West) شهری در ایالت یوتا کشور ایالات متحده آمریکا است که جمعیت آن در سرشماری سال ۲۰۱۰ میلادی، ۵٬۹۲۸ نفر بوده‌است.